# Kymeta
Kymeta Corporation — оператор супутникового зв'язку, що базується в Сполучених Штатах. Заснована в серпні 2012 року після виділення з Intellectual Ventures, виробляє електронні антени та термінали для супутникового зв'язку з метаматеріалів, а також супутнє програмне забезпечення.
У березні 2017 року Kymeta оголосила про комерційну доступність своїх перших продуктів — модуля антенної підсистеми mTennau7 (ASM) і терміналу KyWay, які є першими успішно комерціалізованими продуктами на основі метаматеріалів. Kymeta також співпрацює з Intelsat, щоб пропонувати супутникові послуги KĀLO, які можна включати в усі продукти Kymeta. Станом на жовтень 2018 року компанія залучила майже 200 мільйонів доларів фінансування від різних інвесторів, включаючи Білла Гейтса та Lux Capital.
У 2017 році Kymeta представила комерційну доступність свого першого продукту — супутниковий термінал u7. У листопаді 2020 року компанія представила продукти та послуги нового покоління, u8. Kymeta u8 споживає приблизно 130 Вт електроенергії, яку може забезпечити більшість транспортних засобів. Антена u8 витримує екстремальні умови навколишнього середовища з робочими температурами від -40 °C до +70 °C.
У березні 2022 року Kymeta оголосила про три нові бренди продуктів для терміналу u8, включаючи Hawk u8, Goshawk u8 і Osprey u8.

## Технологія

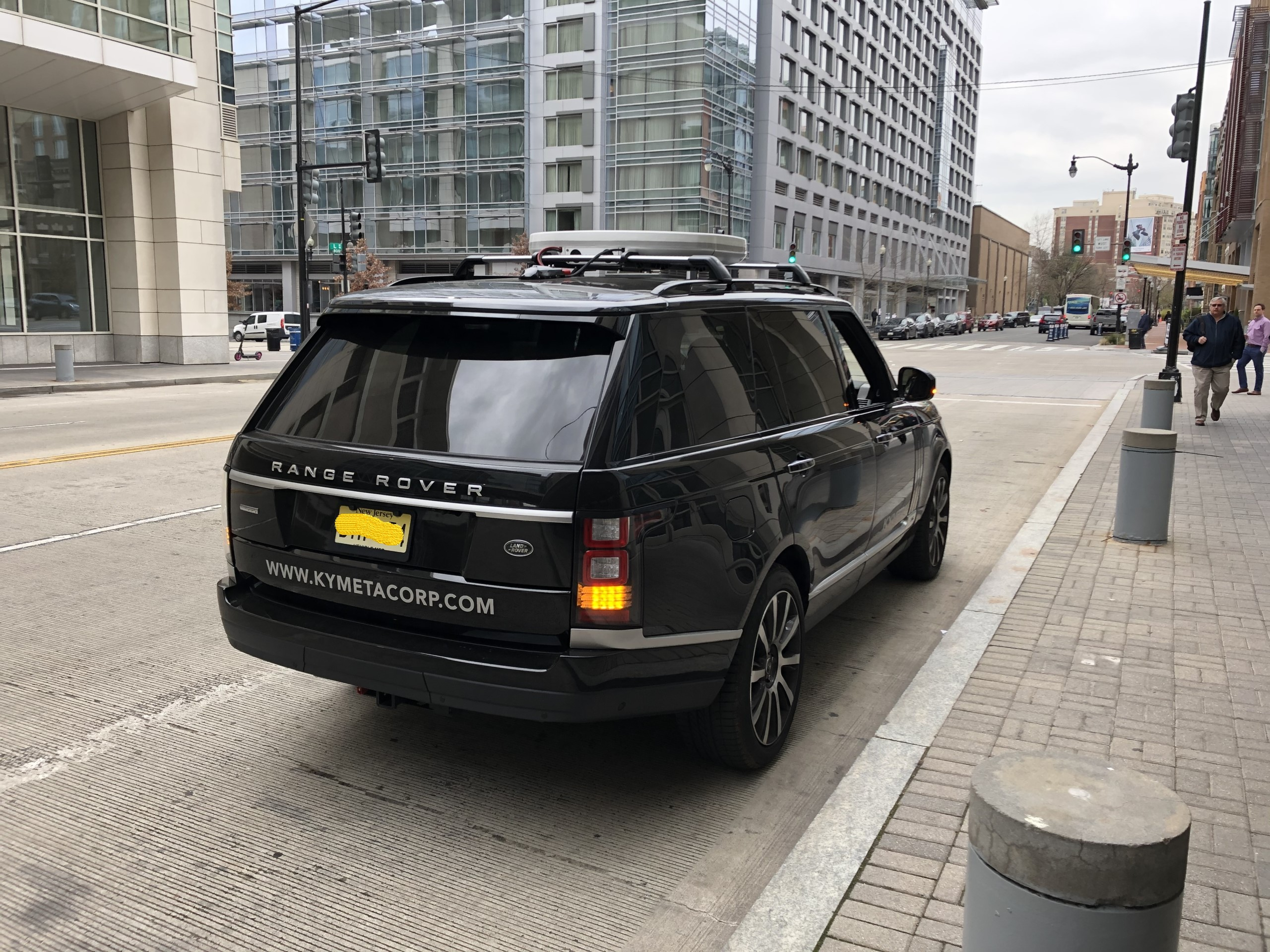
Плоска панельна антена Kymeta на автомобілі

Технологія Kymeta mTenna використовує «голографічний» підхід формування променя для електронного отримання, керування та фіксації променя на супутнику. Продукт створений за допомогою набору метаматеріалів, що використовує тонку структуру з регульованими елементами замість того, щоб відбивати мікрохвилі, як традиційна параболічна антена, або створювати тисячі окремих сигналів, як фазована антенна решітка. Такі антени супутникового відстеження розроблені для безперебійного зв'язку на ринках великого обсягу, де традиційні супутникові антени наразі непрактичні або неможливі, наприклад, автомобільний, морський та авіаційний.
mTennaU7 має 30 000 окремих елементів, які діють спільно, створюючи голографічний промінь, який може передавати та приймати супутникові сигнали. Настроювані елементи розсіюють радіочастотну енергію при активації. Після того програмне забезпечення активує шаблон регульованих елементів для генерування променя. Щоб змінити напрямок променя, програмне забезпечення змінює структуру активованих елементів.

## Партнерські відносини
- NASSAT
- Turksat[en][6]
- Airbus Defence and Space[7]
- Inmarsat[8]
- Merck[9]
- Toyota[10]
- Alidaunia[en][11]
- e3 systems[12]
- FMC Globalsat[13]
- iDirect[14][15]
- Intelsat[16]
- MCH
- SKY Perfect JSAT Group[en][17]
- Profen Group
- OneWeb
- Comtech Telecommunications Corp.
- Міністерство оборони США[18]
- Федеральне агентство з надзвичайних ситуацій США[18].